# Emmental Versicherung Arena
L' Emmental Versicherung Arena (officiellement écrit emmental versicherung arena) est une arène sportive sur glace et d'événements située dans la commune suisse de Langnau im Emmental, dans le canton de Berne. Elle a été achevée en 1975. L'arène sert de lieu de résidence au club de hockey sur glace SCL Tigers et a une capacité totale de 6'050 places, ce qui en fait la deuxième plus petite patinoire parmi toutes les équipes de la National League. Son nom d'origine est dérivé de la rivière voisine Ilfis.

## Histoire
L'actuelle emmental versicherung arena provient de la Kunsteisbahn Langnau, construite en 1959. En 1975, le stade a été couvert et nommé Ilfishalle. Il a été rénové en 2012, réduisant sa capacité d'accueil de 6'300 à 6'050 spectateurs.Le coût total de ce projet de construction a dépassé les 33 millions de CHF. Depuis mars 2023, l'installation a été complétée par un bâtiment d'extension comprenant une deuxième patinoire, une zone athlétique et des installations de restauration, situées directement à côté de l'arène. Depuis septembre 2023, l'arène de glace porte le nom emmental versicherung arena, d'après la société emmental versicherung de Konolfingen,.

## Spectateurs
Les SCL Tigers ont des racines profondes dans la population de la région de l'Emmental. La moyenne de fréquentation est d'environ 5'600 spectateurs par match.

## Liens Web
- ILFISEVENT : Gastro.Culture.Congrès. (Allemand)
- Hockeyarenas : emmental versicherung arena